# Holger Menke
Holger Menke (* 19. Juli 1972) ist ein ehemaliger deutscher Handballspieler.

## Karriere
Holger Menke spielte Handball beim TV Emsdetten, dem TUSEM Essen und der Spvg Versmold. 1995 schloss sich der 1,94 Meter große linke Rückraumspieler dem THW Kiel an, mit dem er 1996 Deutscher Meister wurde. Da Menke in der Saison 1996/97 hinter Thomas Knorr und dem vom VfL Bad Schwartau zum THW zurückgekehrten Wolfgang Schwenke kaum noch Spielanteile bekam, wechselte er zum Jahresbeginn 1997 zum VfL Gummersbach. In der Saison 1997/98 spielte er zunächst beim OSC Rheinhausen. Nachdem sich der OSC am Jahresende 1997 aufgrund finanzieller Probleme aus der Bundesliga zurückgezogen hatte, lief er ab Januar 1998 beim Regionalligisten Eintracht Hildesheim auf.
Im April 2000 schloss sich Holger Menke, der seine Profilaufbahn schon beendet hatte, erneut dem THW Kiel an, wo er als Trainings- und Stand-by-Spieler geplant war. Er kam in der Saison 2000/01 noch zu drei Einsätzen im Profikader, je einmal in der Bundesliga, dem DHB-Pokal und der EHF Champions League.
Später spielte Menke noch beim VfL Bad Schwartau und ab 2005 beim Ahrensburger TSV. Er lebt in Altenholz und arbeitet bei einer Versicherung.